# فريدريش كلوجه
فريدريش كلوجه (و. 1856 – 1926 م) هو معجمي، ولغوي، وأستاذ جامعي ألماني، ولد في كولونيا، كان عضوًا في أكاديمية هايدلبرغ للعلوم والعلوم الإنسانية (منذ 1910)، وأكاديمية ساكسون للعلوم (منذ 1 سبتمبر 1893)، وأكاديمية ساكسون للعلوم (13 يونيو 1892–1 سبتمبر 1893)، والأكاديمية الملكية للغة والأدب الهولنديين، توفي في فرايبورغ، عن عمر يناهز 70 عاماً.

## التعليم
تعلم في جامعة فرايبورغ، وتعلم في جامعة لايبتزغ، وتعلم في University of Strasbourg ‏
.

## جوائز
حصل على جوائز منها:

النيشان البافاري الماكسيميلياني للعلوم والفن (1913)